# Ignazio Giovanni Cadolini
Ignazio Giovanni Cadolini (né le 4 novembre 1794 à Crémone et mort le 11 avril 1850 à Ferrare) est un cardinal italien du XIXe siècle. 

## Biographie
Cadolini est élu évêque de Cervia en 1826 et archevêque de Spolète en 1832. Il est administrateur apostolique de Foligno en 1833 et archevêque titulaire  d'Édesse-en-Osroène. Il est nommé secrétaire de la "Congrégation pour la Propaganda Fide" en 1838 et élu archevêque de Ferrare en 1843.
Le pape Grégoire XVI le crée cardinal lors du consistoire du 27 janvier 1843. Il ne participe pas au conclave de 1846, lors duquel Pie IX est élu pape.

## Source
- Fiche du cardinal sur le site de la FIU